# Florin Niță
Florin Constantin Niță [florin konstantyn nyce] (* 3. července 1987 Bukurešť, Rumunsko) je rumunský fotbalový brankář hrající za turecký klub Gaziantep FK. V listopadu 2017 debutoval v reprezentačním A-mužstvu Rumunska.

## Klubová kariéra
Niță je odchovancem Steauy Bukurešť. Během mládežnických let působil poté ještě v Rapidu Bukurešť a Astře Ploješť.
Profesionální fotbalovou kariéru zahájil v klubu CS Concordia Chiajna, odkud v červenci 2013 přestoupil do Steauy. Hned po svém přestupu vyhrál s klubem v červenci rumunský Superpohár (po výhře 3:0 nad FC Petrolul Ploiești). Do utkání však nezasáhl, chytal Ciprian Tătărușanu.
V sezónách 2013/14 a 2014/15 získal se Steauou ligový titul. Na kontě má během svého angažmá ve Steaue i dvě vítězství v rumunském ligovém poháru a po jednom v rumunském národním poháru a již zmiňovaném Superpoháru.

### AC Sparta Praha

#### 2017/2018
V únoru 2018 přestoupil z FCSB (nový název Steauy Bukurešť) do klubu AC Sparta Praha, nahradil zde slovenského brankáře Martina Dúbravku. S českým mužstvem měl herní zkušenost, proti Spartě chytal ve třetím předkole Ligy mistrů UEFA 2016/17, k jejímu vyřazení přispěl po výsledcích 1:1 v Praze a 2:0 v Bukurešti. Ve Spartě debutoval 18. února proti Liberci a okamžitě se stal brankářskou jedničkou týmu. V jarní části sezony 2017/18 odehrál 14 zápasů, ve kterých vychytal 6 čistých kont.

#### 2018/2019
I sezonu 2018/19 začal jako jednička Sparty, na posledních několik zápasů podzimní části byl ale vystřídán Milanem Hečou. V jarní části se ale vrátil do základní sestavy Sparty. Ve 23. kole, hraném 2. března, chytil v závěru penaltu libereckému Kozákovi a uhájil výhru 1:0.. Po odchodu trenéra Ščasného kolo před koncem základní části svoji pozici ztratil, dočasný trenér Horňák dal pro závěr ročníku přednost opět Hečovi. Situace se obrátila s příchodem trenéra Jílka, který upřednostnil rumunského brankáře. Po utkání proti SK Sigma Olomouc, kde Niță inkasoval celkem 3 góly, byl opět odsunut na lavičku náhradníků.

#### 2019/2020
V ročníku 2019/20 poté odehrál pouhých 5 utkání. Už v květnu 2020 se začalo spekulovat o jeho odchodu ze Sparty, jelikož se svojí pozicí náhradníka nebyl zcela spokojen. Spekulace ještě přiživil příchod slovenského brankáře Dominika Holce, který znamenal, že Sparta vstoupila do letní přípravy se třemi elitními brankáři. Sparta se nakonec rozhodla ponechat všechny tři brankáře, sportovní ředitel týmu Tomáš Rosický později uvedl, že Holec měl být jakousi pojistkou při případném odchodu Nițy z klubu, aby měl Milan Heča kvalitní pojistku.

#### 2020/2021
Do sezony 2020/21 vstoupil Niță jako druhý brankář (jedničkou byl Heča, trojkou Holec). První příležitost dostal v pohárovém utkání s druholigovým Blanskem. Milanu Hečovi se v brance příliš nedařilo a fanoušci začali volat po nasazování rumunského gólmana. Ten dostal šanci v základní skupině Evropské ligy proti skotskému Celtiku, který Sparta, i díky Nițovu výkonu, porazila 4:1. Po utkání s Českým Budějovicím, kde Heča udělal několik chyb se Florin Niță opět stal jedničkou týmu a skvělými zákroky Spartu několikrát zachránil. V dubnu 2021 podepsal se Spartou novou dvouletou smlouvu.

## Reprezentační kariéra
Niță debutoval v A-mužstvu Rumunska 9. listopadu 2017 v přátelském zápase v Kluži proti reprezentaci Turecka (výhra 2:0), kdy v 71. minutě utkání nahradil zraněného Pantilimona. Celé utkání odchytal 24. března 2018 proti Izraeli, kde vychytal výhru 2:1. Niță je dlouhodobou součástí rumunské reprezentace, přes jedničku Tătărușanua ale nedostával příležitost hrát. V listopadu 2020 Tătărușanu ukončil svoji reprezentační kariéru, z Nițy se tak stala jednička v brance Rumunska. Do branky se postavil 25. března 2021 proti Severní Makedonii, kde vychytal výhru 3:2. Dále hrál 28. března proti Německu, kde nezabránil prohře 0:1, ale předvedl vynikající výkon, až na gólovou střelu Gnabryho chytil 8 dalších střel a dostalo se mu chvály mj. od brankáře soupeře, Manuela Neuera.